# Indonéz mókuscickány
Az indonéz mókuscickány (Tupaia javanica) az emlősök (Mammalia) osztályának a mókuscickányok (Scandentia) rendjéhez, ezen belül a mókuscickányfélék (Tupaiidae) családjához tartozó faj.

## Elterjedése
Indonéziában, azon belül Szumátra, Jáva, Bali és Nias szigetén honos.